# Dubiwka (obwód chmielnicki)
Dubiwka (ukr. Дубівка) – wieś na Ukrainie, w obwodzie chmielnickim, w rejonie kamienieckim, w hromadzie Zastawne. W 2001 liczyła 213 mieszkańców, wśród których 211 wskazało jako ojczysty język ukraiński, 1 rosyjski, a 1 białoruski.